# アイドル教室
アイドル教室（アイドルきょうしつ）は、愛知県名古屋市の寿司店オーナーがプロデュースする女性アイドルグループ。「ご当地アイドル殿堂入り」。2022年12月31日をもって解散した。
メンバーが寿司店で働きながらアイドル活動をしており、毎週土曜日と日曜日を中心に、活動拠点の寿司店「寿司処 五一」で行う「メイン公演」や各メンバーが単独で行うソロライブを行っていた。その他に、カバー曲を中心としたアフターライブ、土日祝日は栄を中心に無料ライブを行っていた。活動当時はYouTubeでの動画配信を積極的に行っていた。プロデューサーが寿司屋の大将でもあるため、メンバー自らが寿司を握る「寿司ドル接客日」や宴会場を使った「お食事会」といったイベントなども行われていた。

## 概要
名古屋の寿司店『寿司処五一』の大将・梅村紀之が自店を盛り上げるためにメンバーを収集。結成当時は、イベントよりもレッスンが活動の中心だったため、チーム名を「アイドル教室」とする。
当時は活動拠点の寿司屋で、毎週日曜日に開催する「アイドル教室 メイン公演」を中心に、毎週土曜日はYouTubeでの無料配信「土曜日ライブ」を行っていた。また、アイドル教室ファミリーのファミリーユニットの単独公演や所属メンバーの単独ライブ（寺沢ありすの「TerasawaNight」や堀梨恵の「ホーリーナイト」など）を行っていた。
アイドル教室ではYouTube「アイドル教室チャンネル」での動画配信に力を入れており、毎日21時に動画投稿を行っていた。ライブ配信やミュージックビデオだけでなく、YouTuberとしての企画動画の作成も行っていた。2021年6月16日からはメンバーシップも開始し、登録ユーザー限定のライブチャットへの参加や、生誕祭に優先的に入場できる専用チケットの購入ができるようになるサービスも行っていた。YouTubeチャンネルは52,900人を越えるユーザーが登録している。(2022年6月29日現在)
その他にも、メンバーがソロで人気曲のカバーを行うライブ「アフターライブ」では、有名アーティストの最新曲のカバーからアイドルファンに大人気の曲をメンバーが披露するライブも行われていた。また、季節ごとに夏にはメンバーが浴衣姿で出演する「浴衣アフターライブ」、10月にはおばけのコスプレをした「ハロウィンアフターライブ」、クリスマスにはサンタ衣装で出演する「クリスマスアフターライブ」なども開催されていた。
過去にはファンの皆様にメンバーが握ったお寿司を振る舞う「寿司ドル接客日」、お食事処である五一という場所を活かした宴会場で食事をしながらアイドルライブを楽しめる「お食事会」など、飲食店であることを利用した多彩なイベントを開催していた。
若い頃に東京で音楽活動をしていた経歴を持つ五一の大将・梅村紀之が、楽曲の作詞・作曲を行っていた。

## 年表

### 2009年
11月3日、2期生のメンバーが「アイドル教室」のメンバーとしてライブに参加。このライブ出演がアイドル教室所属としてメンバーをお披露目したことから、アイドル教室の活動開始日が「11月3日」となる。

### 2010年
3月7日、寿司処五一にてアイドル教室として初主催ライブ「めがとん授業参観」を行う。

### 2011年
7月10日(日)、アイドル教室初のホールワンマンを名古屋市芸術創造センターにて開催。

### 2012年
8月11日(土)、名古屋市芸術創造センターにて、2度目となるホールワンマン「アイドル教室 THE Live 2nd -運命の瞬間-」を開催。

### 2013年
12月13日、原宿クエストホールにて「U.M.U AWARD 2013」の決勝大会に出場。

### 2014年
6月4日、「U.M.U AWARD」と「beatmania」のコラボレーションにより、アイドル教室の楽曲「僕は君に恋をした」がBEMANIシリーズのプレイ楽曲として収録された。
8月16日、ロックフェスティバル「SUMMER SONIC 2014」での一般公募枠「出れんの!? サマソニ!?」に出演した。
12月30日、Zepp TOKYO「U.M.U AWARD 2014」の決勝大会に出場。

### 2015年
東京・大阪でも「メイン公演」を行い、定期的に東京(第1週土曜日)や大阪(第3週土曜日)でも公演を行っている。
8月10日、「愛踊祭2015」の東海エリア代表として決勝大会に進出。
9月22日、「愛踊祭2015」の決勝大会に出場。
9月23日、「山中湖交流プラザきらら」で行われた『Twin Box FUJISAN 2015』に出場。
12月30日、動員人数1000人を目標とした「アイドル教室 THE感謝祭 in ZeppNAGOYA」でZepp Nagoyaにて初のワンマンライブを行う。

### 2016年
12月30日、2年連続となるZepp Nagoyaでのワンマンライブを行う。

### 2017年
6月25日(日)、大高緑地公園で開催されたチームしゃちほこ初主催フェス「SHACHI FES2017」に出演。
8月12日、3度目となるZepp Nagoyaワンマンライブにて、念願の目標動員人数1000人(1119人を動員)を達成。

### 2018年
2月11日、Zepp Nagoyaでのワンマンライブを行い、新衣装、新メンバー(6代目寿司ドルJr)である鈴村雪奈、松村怜華、桝井萌々夏、田原乃々花の4人が加入し、新曲「いけるけるけーる」をお披露目。このライブで目標動員人数の1400人を達成するとセンチュリーホールでのワンマンライブが約束されていたが、目標を超える1407人を動員し、センチュリーホールでのワンマンライブを行う権利を獲得した。
2月23日、小雨しほ(ハッピー＆ハッピー)、香宮なつ乃(あいきょーJr)、中村らいむ(あいきょーJr)が、卒業公演にて卒業。
2月27日、田原乃々花(6代目寿司ドルJr)の活動辞退を発表。
3月1日、桝井萌々夏(6代目寿司ドルJr)の活動休止を発表し、5日に活動辞退。
3月12日、アイドル教室の運営会社、株式会社アイキョウに899万円の増資を行うこと、また自社開発のアプリ「アイドル教室LIVE」リリース予定であることを発表。
3月20日、2月11日に行われたZepp名古屋の打ち上げの様子をツイキャス放送。
3月24日、名古屋の近鉄パッセ屋上にて、『どんなお寿司でもかまわない』CD発売イベントを開催。
3月31日、88人を動員目標としたハピハピワンマンライブを開催。
4月2日、活動辞退となっていた桝井萌々夏(6代目寿司ドルJr)の復帰を発表。
4月13日、アイドル教室のiPhone専用公式アプリ「アイドル教室ライブ」を発表し、遠方の方でも気軽にアイドル教室のライブを動画配信で楽しむことが出来るようになった。
4月22日、2018.2.11Zepp名古屋ワンマンライブDVDを寿司処五一にて発売。
4月30日、おだにまひる(あいきょーJr)が、卒業公演にて卒業。
5月5日、鈴村雪奈(6代目寿司ドルJr)が、卒業公演にて卒業。
5月6日、アイドル教室の月島彩、藤りんのが、準選抜メンバーから選抜メンバーへ、ハッピー＆ハッピーの芹澤ちはるがアイドル教室の準選抜メンバーへ、6代目寿司ドルJrの松村怜華、桝井萌々夏があいきょーJrのメンバーとなり、新体制スタート。
同日、名古屋センチュリーホールでのアイドル教室ワンマンライブについて、目標動員2500人として2019年5月4日に開催が決定したことを発表。
8月9日、アプリ「アイドル教室ライブ」からの個人配信も開始されることとなり、メンバーとの交流も行うことが出来るようになっている。

### 2019年
5月4日、2019年で結成10周年を迎えるアイドル教室は動員2,500人を目指して名古屋国際会議場「センチュリーホール」にてワンマンライブを行なった。約1年間のプロモーション活動を行って迎えた動員人数は1,582人となり、目標には及ばすながら過去最大動員人数を更新した。
8月18日、新体制を迎えるにあったって、「アイドル」としての活動から「パフォーマンスチーム」として活動していくことを発表した。
9月14日、SILENT SIRENが主催する「サイサイフェス2019」のサブステージ出演アーティストオーディション「サイフェス、出れるってよ」の選考に残り、ラウンジステージに出演。ライブの最後にはメインステージにも登場した。
11月3日、結成10年を迎えて日本ご当地アイドル活性協会より『ご当地アイドル殿堂入り』に認定された。
11月27日、結成10周年を記念したワンマンライブ「アイドル教室 10周年記念公演」をダイアモンドホールにて開催。

### 2020年
3月20日、あいじゅにラバーがファミリー初となるNAGOYA ReNY limitedでのワンマンライブ「あいじゅにラバーワンマンinReNY～Sweet be ambitious!～」を開催。
4月以降、コロナ禍の影響で観客席数の制限、ライブ中のコール禁止、着席での観覧、特典会時のアルコール消毒の徹底、ライブ前後に室内の換気、最前列はフェイスシールドの着用などの感染症予防対策が行われるようになる。また、定期的に行われていた栄広場などでの野外ライブは基本的に行われず、緊急事態宣言時にはオンラインでのライブ配信だけ行うなどの対策が行われた。五一という場所を活かした「寿司ドル接客日」や季節ごとの「お食事会イベント」を控えることになった。
4月6日、ニコニコ動画に「アイドル教室チャンネル」を開設。
4月11日、堀梨恵が「Talkport」を使用したオンライン特典会を開始。その後、ファミリー全体でもオンライン特典会を行うようになる。

### 2022年
4月27日、プロデューサーの梅村紀之が4月23日に急逝されたことが発表される。
3年ぶりとなる大型ワンマンライブ「アイドル教室 10周年記念公演」を11月16日にダイアモンドホールにて開催することが発表され、9月14日にはアイドル教室自身としては初となる名古屋 ReNY limitedでのワンマンライブの開催も発表された。
8月6日、「土曜ライブ〜真夏SP〜」にて「"アイドル教室"を綺麗なまま残したい」との理由から同年12月31日をもってアイドル教室を解散することが発表された。
9月14日、名古屋 ReNY limitedにて約3年ぶりとなる大型ワンマンライブ「アイドル教室ワンマンライブ~ダイホに向けての決起ライブ！~」を開催。
11月16日、ダイヤモンドホールにて大型ワンマンライブを開催。
12月31日、本拠地である『寿司処五一』にてラストライブを開催し解散した。

## メンバー

### アイドル教室（選抜メンバー）
以下は、公式HP上で紹介している選抜メンバーである（2022年3月27日から12月31日まで、現在）
| 名前        | よみ            | ニックネーム | 加入期 | 生年月日       | 血液型 | 担当ネタ | カラー | 備考 | 解散後 |
| ----------- | --------------- | ------------ | ------ | -------------- | ------ | -------- | ------ | --- | --- |
| 寺沢 ありす | てらさわ ありす | ありにゃん   | 3期    | 1991年2月14日  | AB型   | サーモン | 赤     | 人気投票で3か月連続1位となり2015年4月4日にソロデビュー                                                                                     | ソロでアイドル活動を行っていたが、2024年6月24日に瞬きもせずに加入。カラーは黄色になっている。 |
| 堀 梨恵     | ほり りえ       | ほりー       | 5期    | 1997年4月11日  | AB型   | ウニ     | 緑     | リーダー(2016年2月7日の公演で発表) 人気投票で3か月連続1位となり2018年6月16日にソロデビュー 二代目Ms.アイドル教室                           | ソロで歌手活動を行っていたが、2023年11月5日にふぇありーているず!に加入。カラーは緑。2025年2月7日に同グループ卒業してアイドル引退。ソロでの歌手活動を再開。 現在は大阪在住だが、拠点は名古屋で変わらず。 |
| 月島 彩     | つきしま さやか | さーや       | 8期    | 1998年4月6日   | B型    | ホタテ   | 水色   | 人気投票で3か月連続1位となり2019年12月28日にソロデビュー プレシャスガール 三代目Ms.アイドル教室                                            | ソロでアイドル活動を継続。 |
| 藤 りんの   | ふじ りんの     | りんちゃん   | 8期    | 2000年11月21日 | AB型   | 納豆巻き | 紫     | 人気投票で3か月連続1位となり2022年3月30日にソロデビュー プレシャスガール 四代目Ms.アイドル教室                                             | 羽乃りんの名義でTHE ENCOREに加入。カラーは紫。 |
| 福沢 杏純   | ふくざわ あすみ | あすみん     | 10期   | 1998年1月13日  | A型    | タコ     | 赤     | 人気投票で3か月連続1位となり2022年4月9日にソロデビュー 初代ミスアイキョー大学 四代目Ms.アイドル教室                                        | プロジェクトティーアイドル部に入社。その後ふるふるしっぽ?、フロアキッチン。のプロデューサーとして活動。                                                                                                 |
| 真野 紗奈   | まの さな       | まのちゃん   | 10期   | 2000年10月23日 | AB型   | イクラ   | 黄色   | 人気投票で3か月連続1位となりソロデビューの権利を獲得 アイドル教室「SKY OF DREAMS」、あいじゅにラバー、パステルガレットの衣装デザインを担当 | ソロでアイドル活動を行っていたが、2024年5月8日にふぇありーているず!に加入。カラーは黄色。 |
| 光井 真帆   | みつい まほ     | まほろん     | 13期   | 1998年6月30日  | O型    | えんがわ | 水色   | | 清瀬真帆名義でOS☆Uに加入。カラーは水色。2025年6月末に卒業し、アイドルを引退。 |

### ソロ活動
2022年7月16日(土)に解散となった10代目寿司ドルJrからソロ活動を続けることになった。
| 名前  | よみ            | ニックネーム | 加入期 | 生年月日      | 血液型 | カラー | 備考 |
| ----- | --------------- | ------------ | ------ | ------------- | ------ | ------ | ---- |
| 橘 聖 | たちばな ひじり | ひじりん     | 17期生 | 1998年1月27日 | O型    | 水色   |      |

### 寿司ドルJr（初代～9代目）
- 7期生から導入されたアイドル教室の研究生として最初に所属するグループ
- ファミリーにメンバーが加入するたびに○代目として数えられる
- 寿司ドルJrとして数か月活動した後に先輩グループ、もしくは新ユニットに加入することになる。

### 10代目寿司ドルJr
- 2021年8月8日(日)に発表されたアイドル教室ファミリーの17期生で構成されたユニット。
- 2022年6月11日(土)に7月16日(土)を持って10代目寿司ドルJrが解散すると発表した。
- 新生パステルガレットとしてデビューする予定だったことから、デビューの際にお披露目される予定だった曲「パステル〜新しい季節へ〜」が用意されていた。解散発表をした6月11日(土)に披露された[24]。

### あいきょーたーぼ（アイドル教室Jr・あいきょーJr）
- 7期生を中心に結成されたアイドル教室ファミリーでは最初となる妹ユニット。
- 2014年8月に寿司ドルJrから「アイドル教室Jr」として活動すると発表された[25]。
- 2015年5月22日には初のワンマンライブを栄のMUJICAにて開催。動員目標150名を掲げたライブに159名が参加し、オリジナル楽曲を貰える権利を得る。
- 2015年9月6日のチーム編成で「あいきょーJr」から「あいきょーたーぼ」と名称変更されると発表された[26]。
- 2015年9月19日にワンマンライブの目標達成で獲得した楽曲「君がくれた唄」を披露した。ファミリー妹ユニットでは初となる新曲となる。
- 2016年8月27日(土)に解散ライブを行った。
- アイドル教室と兼任していた立花なおは2016年9月24日に卒業となった。

### センチメンタルラバー（あいじゅにラバー）
- 2018年11月4日(日)に発表されたアイドル教室ファミリーの妹ユニット。
- "スイーツ"をコンセプトにしたアイドルチーム。各メンバーに担当スイーツが設定されている。
- 動員目標90人を掲げた2019年10月5日「如月みゆら生誕祭」で101人の動員を達成し、2020年3月26日(木)に名古屋 ReNY limitedにてワンマンライブ「Sweet be ambitious!」を開催した[27]。
- 2022年2月4日(金)には名古屋 ReNY limitedにて2度目となるワンマンライブ「Fly to dream」を開催した。
- ワンマンライブ「Fly to dream」の重大発表として、グループ名を「あいじゅにラバー」から「センチメンタルラバー」に変更すると発表した。
- 2022年6月25日(土)に解散ライブを行った。

| 名前          | よみ            | ニックネーム | 加入期 | 生年月日      | 血液型 | 担当スイーツ   | カラー | 備考                                                                       | 解散後 |
| ------------- | --------------- | ------------ | ------ | ------------- | ------ | -------------- | ------ | -------------------------------------------------------------------------- | --- |
| 如月 みゆら   | きさらぎ みゆら | みゆらん     | 13期   | 2000年10月3日 | A型    | プリン         | 青色   | ラバーとしては3代目となるリーダー                                          | 蜜兎に加入。カラーは水色。 |
| 宇佐見 はんな | うさみ はんな   | ぱんちゃん   | 14期   | 2004年12月7日 | O型    | チーズケーキ   | 黄色   |                                                                            | 笹南はんなとしてTHE ENCOREに加入。カラーは黄色。                                                                                   |
| 赤羽 笑幸     | あかばね にこ   | にこちゃん   | 14期   | 2002年5月16日 | O型    | シュークリーム | ピンク | ワンマンライブ「Fly to dream」にて青色担当からピンク担当に変更と発表された | 福沢がマネージャーを務めるふるふるしっぽ?に加入（ただし加入は福沢より先）。カラーは黄色だったが2025年3月下旬よりピンク担当に変更。 |
| 朝日奈 ジュン | あさひな じゅん | じゅったん   | 14期   | 2003年6月21日 | AB型   | あんみつ       | 赤色   |                                                                            | 李夏ちあとしてメリーミューズに加入。カラーは赤色。                                                                                 |

### パステルガレット
- 2021年5月2日(日)に発表されたアイドル教室ファミリーの新ユニット。
- "天然石"をコンセプトにしたアイドルチーム。各メンバーに担当石が設定されている。
- 2021年8月7日(日)に目標としていた動員50人を達成し、オリジナル楽曲「光パステル」のCD発売が決定した。
- 2022年6月18日(土)に解散ライブを行った。

### ハッピー＆ハッピー（現在活動休止中）
- 9期生を中心に結成されたアイドル教室ファミリーで当初は「黄色」をテーマにしたグループとして誕生した。
- プロデューサーは元アイドル教室メンバーの佐藤明咲[28]。
- 2017年1月1日に寿司処五一で行われたメイン公演にてお披露目。「黄色の力で世界をハッピーに」がキャッチフレーズ。
- 2017年5月6日に寿司処五一で行われたハッピーハウスにてハピハピ2期生が加入。
- 2018年11月のユニット再編成で「花」をテーマとしたユニットとなる。「愛をこめて幸せにします｣がキャッチフレーズ。
- 2020年2月17日のハピチャン内で全員の卒業が発表。翌週の2月24日に卒業公演と最後のハピハピナイトを行った。
- 現在はメンバー不在の為、活動休止中となっている。

## 「アイドル教室ファミリー」の呼称について
「アイドル教室ファミリー」という呼称には
- アイドル教室に所属するメンバーの呼称[29]
- アイドル教室のファンの愛称[30]

の2つの意味がある。
お食事会などのイベントにて男女関係なく幅広い年齢層のファンが仲良く食事をしている光景が「メンバーとファンの関係が家族のよう」ということからファンのことを「アイドル教室ファミリー」と呼ぶとアイドル教室メイン公演の中で決定した。(詳細日時は確認中。2013年3月23日にはファンが「アイ教ファミリー」とツイートしている)
その後、2015年4月頃からファミリーユニットなどがライブに総出演する場合に「アイドル教室ファミリー」と公式ブログなどで発表されるようになる。
紛らわしいとの指摘もあったが、「メンバーもファンもみんなでアイ教ファミリー」とのことから継続して使われることとなった。

## アイドル教室の1期生が存在しない理由
2009年11月3日から活動開始としているアイドル教室だが、初期メンバーが「2期生」と呼ばれており、「1期生」は存在していない。その理由として以下の理由がある。
2009年4月19日(日)、久屋広場にてアイドル教室の前身となる『安穂野香先生のなごやかアイドル教室』がお披露目されている。当時は、"セーラー服おじさん"こと安穂野香をレッスンの先生として、レッスンとインターネット配信を中心とした活動を行っており、この活動がアイドル教室「第1期」となっている。
その後、アイドル教室の「第2期」が2009年11月3日から開始となり、一新されたメンバーをアイドル教室「2期生」として発表することになる。だが、第2期が開始してまもなく、プロデューサーの梅村紀之が「アイドル教室」を本格的なアイドルグループとして活動を継続することにした為、実質1期生となる初期メンバーをそのまま「2期生」と呼び、その後に加入する新メンバーを便宜上「3期生」や「4期生」と呼ぶことになった。
活動内容が異なる「第1期」は別のグループ扱いになっているため、「第1期」のメンバーを「1期生」と呼ぶことがないことから、1期生は存在しないという変わった状況が生まれることとなった。

## 作品
※全国発売のもののみを記載

### シングル
- 全国販売を行ったシングルとなる。
- 枚数としては4枚目に発売された「切なさランデブー～困っちゃっうー～」はOVA「サクラカプセル」のイメージソングとして発売されたため、ナンバリングからは外されている。

|      | 発売日         | タイトル                                                  | 収録曲 | レーベル                                  | 規格品番            | 販売形態 | 順位   |
| ---- | -------------- | --------------------------------------------------------- | --- | ----------------------------------------- | ------------------- | -------- | ------ |
| 1st  | 2012年9月12日  | 今はじまるストーリー                                      | 1.今はじまるストーリー 2.やばぴょん 3.いつでも君が好き | Ainever Music                             | MPJ-51001           | CD       | 対象外 |
| 2nd  | 2013年8月13日  | 僕は君に恋をした                                          | 1僕は君に恋をした 2.カモンベイビー | ゴイチーズレコード                        | MPJ-51002           | CD       | 77位   |
| 3rd  | 2013年12月15日 | ハッピークリスマス -だだだ大丈v-                          | | ゴイチーズレコード                        | MPJ-51003           | CD       | 66位   |
| -    | 2014年2月14日  | 切なさランデブー～困っちゃっうー～                        | 1.切なさランデブー 2.初恋 3.切なさランデブー(instrumental) 4.初恋(instrumental) | Volare Vox/スカイドッグエンタテインメント | VOLA-0002           | CD       | 対象外 |
| 4th  | 2014年11月18日 | 愛はメラメラ                                              | 1.愛はメラメラ 2.あの空の向こう側 3.愛はメラメラ （instrumental） 4.あの空の向こう側 （instrumental）                                                                                       | ワンエイト                                | MPJ-51007 MPJ-51008 | CD       | 51位   |
| 5th  | 2015年5月2日   | ハッピーバースデーの唄2～ハッピーバースデーオメデトーレ～ | 1.ハッピーバースデーの唄2～ハッピーバースデーオメデトーレ～ 2.ハッピーちゃん 3.ハッピーバースデーの唄2～ハッピーバースデーオメデトーレ～ （Instrumental） 4.ハッピーちゃん （Instrumental） | ゴイチーズレコード                        | MPJ-51010           | CD       | 159位  |
| 6th  | 2015年10月18日 | ダイアモンド                                              | 1.ダイアモンド 2.MakingLove 3.ダイアモンド （カラオケ）4.MakingLove （カラオケ） | ゴイチーズレコード                        | MPJ-51011           | CD       | 195位  |
| 7th  | 2017年5月20日  | アイキョーランド                                          | 1.アイキョーランド 2.アイキョーハロウィン 3.アイキョージャンプ 4.アイキョーランド（カラオケ） 5.アイキョーハロウィン（カラオケ） 6.アイキョージャンプ（カラオケ）                           | ゴイチーズレコード                        | MPJ-51014           | CD       | 200位  |
| 8th  | 2018年3月24日  | どんなお寿司でもかまわない                                | 1.どんなお寿司でもかまわない 2.お肉食べたい | アイキョウレコード                        | MPJ-51016           | CD       | 147位  |
| 9th  | 2018年8月18日  | いけるけるけーる/オーシャンドライブ                       | 1.いけるけるけーる 2.オーシャンドライブ 3.いけるけるけーる（カラオケ） 4.オーシャンドライブ（カラオケ）                                                                                     | アイキョウレコード                        | MPJ-51018           | CD       | 104位  |
| 10th | 2020年11月8日  | フェスティバル－レット                                    | 1.フェスティバルーレット 2.ダイアモンド 3.フェスティバルーレット （カラオケ） 4.ダイアモンド （カラオケ）                                                                                   | アイキョウレコード                        | MPJ-51022           | CD       | 対象外 |
| 11th | 2022年4月3日   | SKY OF DREAMS                                             | 1.SKY OF DREAMS 2.ringring クリスマス 3.SKY OF DREAMS(カラオケ) 4.ringring クリスマス(カラオケ)                                                                                             | アイキョウレコード                        | MPJ-51028           | CD       | 対象外 |

### ベストアルバム
|     | 発売日         | タイトル                | 規格品番  | 収録内容 |
| --- | -------------- | ----------------------- | --------- | --- |
| 1st | 2014年3月5日   | アイドル教室ヒストリー1 | MPJ-51004 | 1.負けるなドリーマー 2.ドキドキしちゃう〜恋は呑んでも呑まれるな〜 3.心のプリズム 4.鼓動 5.ハッピーバースデーの唄 6.ベイビーラブ 7.ありがとうを届けたい 8.愛のポテトチップス 9.やばぴょん 10.We can let's go 11.悲しみ消えないで 12.涙のポテトチップス 13.いつでも君が好き 14.パフェチックな恋したい(愛沢りこ) |
| 2nd | 2014年4月2日   | アイドル教室ヒストリー2 | MPJ-51005 | 1.夢への扉(神川幸奈) 2.STILL(寺沢ありす) 3.小さな願い(新垣ひかり) 4.ひかり(水城さゆみ) 5.あなたが教えてくれた(山田新奈) 6.君だけのあさき(佐藤明咲) 7.いただきマンモスラッキーっうー 8.今はじまるストーリー 9.アイ教探偵のテーマ 10.百年花火(寺沢ありす) 11.僕は君に恋をした 12.小さなことなど気にしない       |
| 3rd | 2014年5月14日  | アイドル教室ヒストリー3 | MPJ-51006 | 1.ハッピークリスマス 2.未タイトル 3.カモンベイビー 4.すきすきちゅー 5.ぽぴぽぴさんでー 6.1000年先の約束 7.MYSTYLE 8.ヘリオトロープ 9.GETDOWN 10.切なさランデブー 11.初恋 12.もってってまいだーりん |
| 4th | 2016年12月30日 | アイドル教室ヒストリー4 |           | 1.サニーちゃんのテーマ 2.Love Forever 3.愛はメラメラ 4.あの空の向こう側 5.BE MINE 6.ハッピーバースデーの唄2 ハッピーバースデーオメデトーレ 7.ハッピーちゃん 8.Making Love 9.ダイアモンド 10.君がくれた唄 11.僕らの向日葵(佐藤明咲)                                                                            |
| 5th | 2017年8月12日  | アイドル教室ヒストリー5 |           | 1.アイキョーランド 2.夢のポテトチップス 3.ぽぴぽぴさんでー（桜田花音Ver） 4.ラストティーンズ（堀 梨恵Ver） 5.赤い月影（寺沢ありすVer） 6.アイキョーハロウィン 7.プレシャスガール 8.アイキョージャンプ 9.きみとのまほう 10.ナイヤイヤー 11.お肉食べたい                                                        |

### 参加アルバム
| 発売日        | 参加アルバムタイトル                                                              | 収録曲             | 販売形態 | 規格品番   |
| ------------- | --------------------------------------------------------------------------------- | ------------------ | -------- | ---------- |
| 2013年4月24日 | Japan Idol File                                                                   | 負けるなドリーマー | CD       | TPRC-0045  |
| 2014年1月15日 | IDOL WAVE                                                                         | 僕は君に恋をした   | CD       | ZINE-1003  |
| 2014年3月26日 | ご当地アイドルNo.1決定戦 U.M.U AWARD 2013 ～全国発信!「1/47アイドル特区」宣言!!～ | 僕は君に恋をした   | DVD      | POBD-60483 |

### ソロCD
アイドル教室では毎月人気投票を行っており、3カ月連続で1位を獲得するとソロCDを発売することができる。
| メンバー   | 発売日         | タイトル             | 収録曲 | レーベル           | 規格品番  | 販売形態 | 備考                          |
| ---------- | -------------- | -------------------- | --- | ------------------ | --------- | -------- | ----------------------------- |
| 寺沢ありす | 2015年4月4日   | BE MINE              | 1.BE MINE 2.百年花火                                                                                                | 寿司処五一         | MPJ-51009 | CD       | 寺沢ありす 全国発売デビュー曲 |
| 佐藤明咲   | 2016年1月30日  | 僕らの向日葵         | 1.僕らの向日葵 2.すきすきちゅー 3.僕らの向日葵（カラオケ） 4.すきすきちゅー（カラオケ）                             | 寿司処五一         | MPJ-51012 | CD       | 佐藤明咲 全国発売デビュー曲   |
| 水城さゆみ | 2017年4月8日   | きみとのまほう       | 1.きみとのまほう 2.ひかり 3.きみとのまほう（instrumental） 4.ひかり（instrumental）                                 | ゴイチーズレコード | MPJ-51013 | CD       | 水城さゆみ 全国発売デビュー曲 |
| 水城さゆみ | 2017年5月20日  | ナイヤイヤー         | 1.ナイヤイヤー 2.未タイトル 3.ナイヤイヤー（instrumental） 4.未タイトル（instrumental）                             | ゴイチーズレコード | MPJ-51015 | CD       | 水城さゆみ 全国発売CD第2弾    |
| 堀梨恵     | 2018年6月16日  | Is My Scenery        | 1.Is My Scenery 2.ラストティーンズ 3.Is My Scenery（カラオケ） 4.ラストティーンズ（カラオケ）                       | ゴイチーズレコード | MPJ-51017 | CD       | 堀梨恵 全国発売デビュー曲     |
| 桜田花音   | 2018年10月8日  | nonly one            | 1.nonly one ～この扉の向こうには何があるの?～ 2.ぽぴぽぴさんでー 3.nonly one(カラオケ) 4.ぽぴぽぴさんでー(カラオケ) | アイキョウレコード | MPJ-51019 | CD       | 桜田花音 全国発売デビュー曲   |
| 寺沢ありす | 2019年9月23日  | light of my life     | 1.light of my life 2.赤い月影 3.light of my life（カラオケ） 4.赤い月影（カラオケ）                                 | アイキョウレコード | MPJ-51020 | CD       | 寺沢ありす 全国発売CD第2弾    |
| 月島彩     | 2019年12月28日 | 輝跡shining          | 1.輝跡shining 2.いつでも君が好き 3.輝跡shining (カラオケ) 4.いつでも君が好き (カラオケ)                             | アイキョウレコード | MPJ-51021 | CD       | 月島彩 全国発売デビュー曲     |
| 寺沢ありす | 2020年10月18日 | 大好き               | 1.大好き 2.ありにゃんハロウィン 3.大好き (カラオケ) 4.ありにゃんハロウィン (カラオケ)                               | アイキョウレコード | MPJ-51023 | CD       | 寺沢ありす 全国発売CD第3弾    |
| 寺沢ありす | 2021年6月27日  | サーモンファンタジー | 1.サーモンファンタジー 2.愛はメラメラ 3.サーモンファンタジー (カラオケ) 4.愛はメラメラ (カラオケ)                   | アイキョウレコード | MPJ-51024 | CD       | 寺沢ありす 全国発売CD第4弾    |
| 寺沢ありす | 2021年8月29日  | inori                | 1.inori<アイドル教室コーラスver.> 2.inori 3.inori<アイドル教室コーラスver.>(instrumental) 4.inori(instrumental)     | アイキョウレコード | MPJ-51025 | CD       | 寺沢ありす 全国発売CD第5弾    |
| 寺沢ありす | 2021年10月31日 | Dimmer               | 1.Dimmer 2.ダイアモンド 3.Dimmer(instrumental) 4.ダイアモンド(instrumental)                                         | アイキョウレコード | MPJ-51026 | CD       | 寺沢ありす 全国発売CD第6弾    |
| 藤りんの   | 2022年3月30日  | Shin-Syoku           | 1.Shin-Syoku 2.1000年先の約束 3.Shin-Syoku(instrumental) 4.1000年先の約束(instrumental)                             | アイキョウレコード | MPJ-51027 | CD       | 藤りんの 全国発売デビュー曲   |
| 福沢杏純   | 2022年4月9日   | きっとメロディー     | 1.きっとメロディー 2.あの空の向こう側 3.きっとメロディー(instrumental) 4.あの空の向こう側(instrumental)             | アイキョウレコード | MPJ-51029 | CD       | 福沢杏純 全国発売デビュー曲   |

### CD未収録曲

#### アイドル教室
- precious to…
- 君と生きていく
- ハッピーバレンタイン
- パワー
- チャンネル登録の歌
- ring ring クリスマス
- あなたの推すしは誰ですか？
- スシ食いねェ!（シブがき隊・17枚目のシングル「スシ食いねェ!」をカバー）
- 君は君だよ(2022年7月10日「梅村紀之生誕祭」にてお披露目)
- 今しかない今を(2022年9月11日にお披露目)
- この胸に永遠に(2022年11月3日にお披露目)

#### 寺沢ありす
- I wish(2022年8月28日にお披露目)

#### あいきょーたーぼ
- 君がくれた唄（あいきょーたーぼ→あいきょーJr→あいじゅにラバー）

#### ハッピー＆ハッピー
- Happiness～君の笑顔が好きだ～（ハッピー＆ハッピー・オリジナル曲第一弾）
- ハナコトバ（ハッピー＆ハッピー・オリジナル曲第二弾）
- 反抗期アドレセンス（ハッピー＆ハッピー・オリジナル曲第三弾→あいじゅにラバー）

#### あいじゅにラバー/センチメンタルラバー
- Sweets be ambitious（あいじゅにラバー・オリジナル曲第一弾）
- 夢の世界（あいじゅにラバー・オリジナル曲第二弾）
- いくぜ！ラバー（あいじゅにラバー・オリジナル曲第三弾）
- 小さく咲く花（あいじゅにラバー・オリジナル曲第四弾）

#### パステルガレット
- 光パステル（パステルガレット・オリジナル曲第一弾）
- パステルシャイン（パステルガレット・オリジナル曲第二弾）

#### 10代目寿司ドルJr
- パステル〜新しい季節へ〜(10代目寿司ドルJr・オリジナル曲第一弾・新生パステルガレットとしてデビュー予定だった)

#### ソロ曲
- 君だけのあさき(佐藤明咲ソロ→ハッピー＆ハッピー→あいじゅにラバー)
- すきすきちゅー(佐藤明咲ソロ→ハッピー＆ハッピー)
- サブリミナルラブ(愛沢りこソロ→アイドル教室全体曲)
- もってってまいだーりん(愛沢りこソロ→佐藤明咲ソロ→真野紗奈ソロ)
- Love Forever(神川幸奈ソロ→福沢杏純ソロ)
- ひかり(水城さゆみソロ→藤りんのソロ)
- 未タイトル(水城さゆみソロ→寺沢ありすソロ)
- きみとのまほう(水城さゆみソロ→月島彩ソロ)
- ナイヤイヤー(水城さゆみソロ→光井真帆ソロ)
- 初恋(山田新奈ソロ→宮守風有ソロ→真野紗奈ソロ)
- ぽぴぽぴさんでー(桃沢さきソロ→東ひよりソロ→桜田花音ソロ→あいじゅにラバー全体曲)
- ヘリオトロープ(堀梨恵ソロ)
- 青春(堀梨恵ソロ)
- 懲りずに夢を見よう(桜田花音ソロ→堀梨恵ソロ)
- 愛のポテトチップス（あさきち＆りこぴユニット「ポテトチップス」）
- 涙のポテトチップス（あさきち＆りこぴユニット「ポテトチップス」）
- 夢のポテトチップス（あさきち＆りこぴユニット「ポテトチップス」）
- 愛（愛沢りこソロ。過去に1回だけ歌唱。後に「サブリミナルラブ」として発表。）
- 赤い月影(愛沢りこソロ→寺沢ありすソロ・全国発売2ndシングル・カップリング曲)

## スタッフ
- プロデューサー、作詞、作曲：梅村紀之 アイドル教室のプロデューサーとして、グループのプロデュースと共に、楽曲のほぼ全般の作詞・作曲を担当している。
- ダンス講師、振付：nami（Sunny Side Style） アイドル教室開始時からダンスの講師として活動。また、アイドル教室の楽曲のほぼ全ての振り付けを行っている。
- ダンス講師、振付、YouTube動画編集：佐藤明咲 ファミリーユニットのダンス講師として活動し、ファミリーユニットの楽曲の振り付けも担当。毎日更新を行っているYouTubeの動画編集のほとんどを行っている。
- 運営スタッフ：愛沢りこ アイドル教室を卒業した後、現場から裏方まで運営に関するすべてを担当し、所属メンバーのサポートやSNS関連の更新なども行う。また、作詞を行うこともあり、寺沢ありすの「サーモンファンタジー」の作詞や、未完成だった「今しかない今を」「この胸に永遠に」の歌詞を完成させた。

## プロデューサー梅村紀之の急逝
2022年4月23日に、プロデューサーである梅村紀之が循環器系疾患により急逝した。しばらく活動休止を余儀なくされたが、2022年5月9日(月)からはツイキャス配信含むオンライン特典会などの活動再開、5月14日からはアイドル教室を中心にライブ活動を再開させた。また、生前に未発表の曲が多く残されていることが発表され、2022年7月10日に行われるアイドル教室メイン公演「梅村紀之生誕祭」では新曲「君は君だよ」を披露した。また、2022年9月11日に行われたアイドル教室メイン公演では最後の新曲「今しかない今を」を披露した。

## 出演

### テレビ
- ハッピーMusic（日本テレビ）
- つんつべ♂（MXTV）
- なんだ君は!?TV（TBS）
- ザキロバ!アシュラのススメ（名古屋テレビ）
- イッポウ（2009年4月22日、CBCテレビ）※バックナンバー
- ありえへん世界（2011年8月23日、テレビ東京）
- 情報7days ニュースキャスター（2012年1月21日放送、TBS）
- スッキリ!!（2012年2月1日放送、日本テレビ）
- news every（2013年12月17日、日本テレビ）[37]
- 3時のつボッ!
- サンドウィッチマンのご当地アイドル発掘団
- やすだの歩き方（中部日本放送）
- なないろDREAM TV（CBCテレビ）
- musicるTV（テレビ朝日）※2015年開催の愛踊祭では東海エリア代表として決勝進出[38]
- Nスタ（2016年9月2日、TBS）[39]
- ザキとロバ ＃36「焼肉ソング選手権をやっちゃおう！」（メ～テレ）[40]
- 中居くん決めて! （2019年11月25日、TBS）[41]
- タイチサン！（東海テレビ）[42]
- 沼にハマってきいてみた（2022年2月15日、NHK Eテレ）※月島彩のTikTokハモリ動画について出演[43]
- 勝手にキャッチコピー会議（東海テレビ）※キャッチコピーから楽曲「あなたの推すしは誰ですか？」が誕生した[44]

### ラジオ
- 笑活834（メディアスエフエム）- 堀梨恵が木曜日パーソナリティーを担当[45]
- Beat Around 834 サテライトFLASH（2022年7月 - 9月、メディアスエフエム） - 堀梨恵を中心にアイドル教室メンバー2名が交代で出演[46]

### アニメ[主題歌]
- サニーちゃんと虹色フレンズ （2012年12月31日、名古屋テレビ）- 放送・主題歌「サニーちゃんのテーマ」[47]

### ウェブテレビ
- 矢口真里の火曜The NIGHT#32（AbemaTV）- 寺沢ありす、堀梨恵、宮守風有の3人で出演[48]
- YouTubeアイドル応援番組「アイチャレ!!!」#65・#68 - あいじゅにラバーが出演[49]

### テレビCM
- 玉越[50][51]

### ライブ出演
- 出れんの!?サマソニ!? 2014[52]
- サイサイフェス 2019[53]
- かりがね夏まつり（2015年、2017年 - 2019年に出演）
- 太田川サマーガーデン2022（堀梨恵がイメージガールに抜擢される）[54][55]

### Youtubeチャンネル
- アイドル教室 メインチャンネル - YouTubeチャンネル
- アイドル教室 2ndチャンネル - YouTubeチャンネル
- アイドル教室 musicチャンネル - YouTubeチャンネル
- あいじゅにラバー - YouTubeチャンネル
- パステルガレット - YouTubeチャンネル